# Jarvis Cocker
Jarvis Cocker (ur. 19 września 1963 w Sheffield) – brytyjski muzyk, lider grupy Pulp.
W wieku 15 lat, jeszcze jako uczeń The City School w Sheffield, założył zespół Arabacus Pulp. Potem nazwę zespołu skrócono do „Pulp”. Grupa zadebiutowała w 1983 roku albumem It. Kolejne albumy Pulp zyskały uznanie krytyki i przysporzyły popularności Cockerowi. W latach 90. prowadził własny program w Channel 4 – „Journeys into the Outside”. W 2006 roku ukazał się jego solowy album Jarvis.

## Dyskografia
Albumy
- Heavy Nite With ... Relaxed Muscle (Sanctuary, 2003)
- Jarvis (Rough Trade, 2006)
- Further Complications (Rough Trade, 2009)

Single
- Don't Let Him Waste Your Time (Rough Trade)